# Bockwindmühle Liebenburg

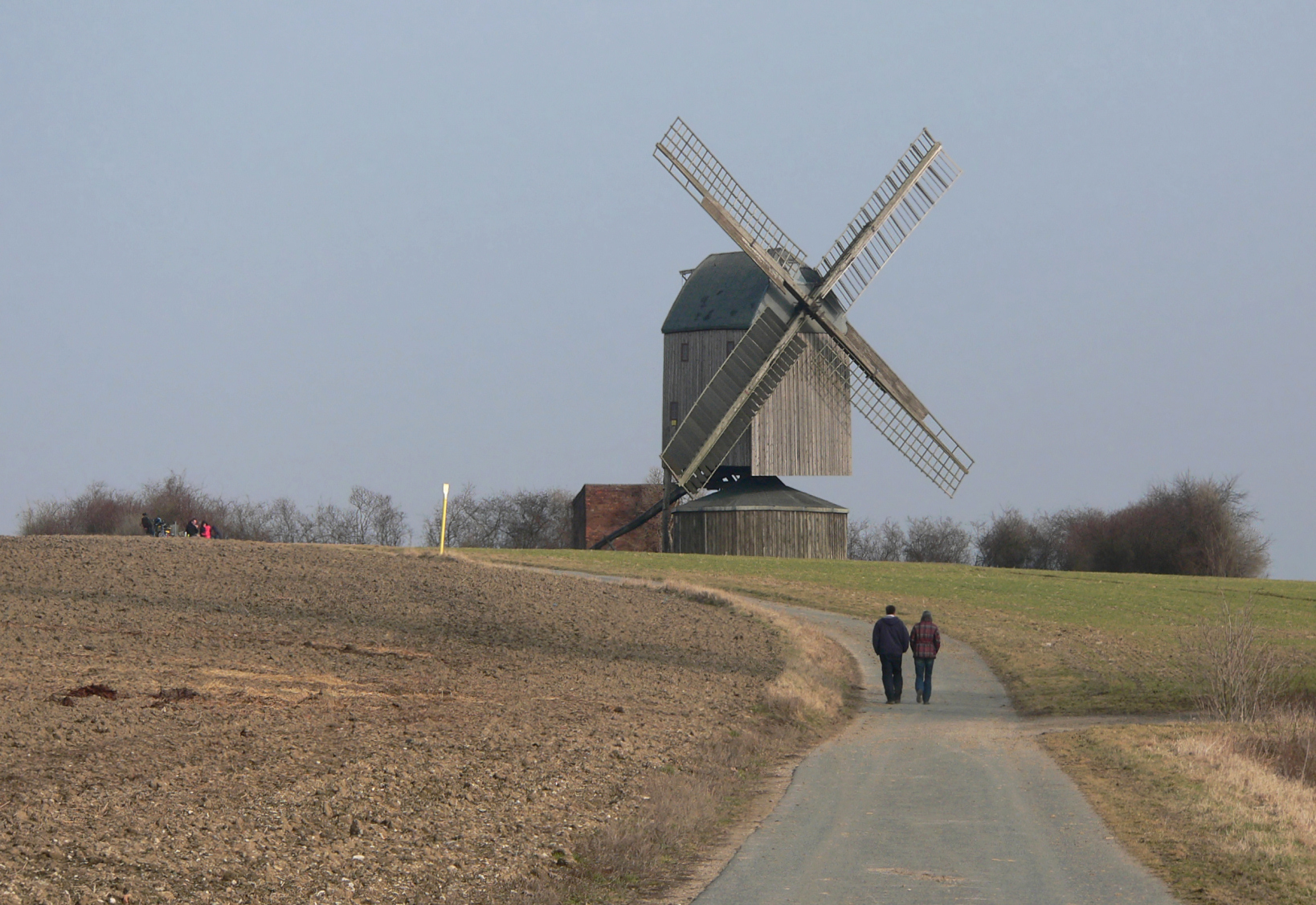
Bockwindmühle Liebenburg kurz vor dem Brand, März 2012

Die Bockwindmühle in der Lehmkuhle in Liebenburg war eine Bockwindmühle aus dem 19. Jahrhundert, die im Mai 2012 durch einen Brand zerstört wurde. Sie hatte zuletzt zwei Segel- und zwei Jalousienflügel.

## Geschichte
Die Mühle wurde wohl zwischen 1840 und 1860 in Immenrode gebaut. Sie stand dort am Mühlenweg, der von Weddingen nach Immenrode führt, und trug damals den Namen „Schraders Windmühle“. 1889 ließ der Müller Gustav Tappe sie abbauen und nach Liebenburg versetzen.
Vor diesem Umzug hatte sie nur zwei Mahlgänge gehabt, es kam ein Walzenstuhl mit Elevator und Zentrifugalsichter von der Firma Wetzig aus Wittenberg hinzu. In den ersten Jahrzehnten des 20. Jahrhunderts wurde die Mühle nochmals modernisiert. So waren zwei Steingänge, zwei Walzenstühle, zwei Sichtmaschinen, ein Quetschstuhl, eine Schäl- und Bürstmaschine, eine Mehlmischmaschine und fünf Elevatoren vorhanden. Später kam noch ein Dieselmotor als Hilfsantrieb hinzu, der in der Umhausung des Bockes untergebracht wurde. Rund um den Bock wurde eine Laufbahn angelegt, auf der Rollen liefen, mittels derer die Steertwand – als Steert bzw. Sterz wird der Steuerbalken von Bockwindmühlen bezeichnet – der Mühle abgestützt wurde. Damit sollte verhindert werden, dass der schwere Mühlenkasten in den Boden einsank, was zu einem Schiefstand hätte führen können.

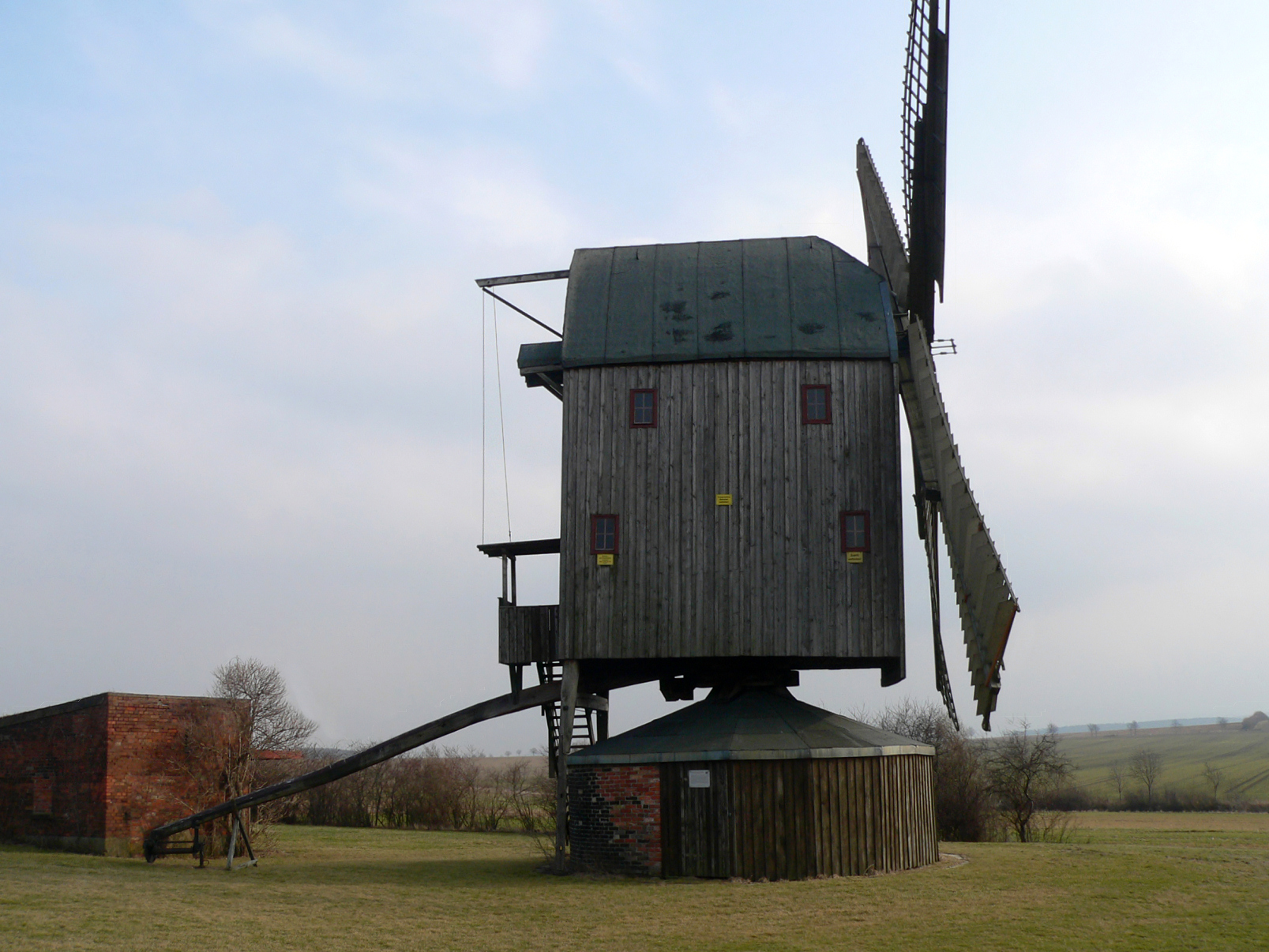
Seitenansicht vor dem Brand von 2012

Bis in die 1970er Jahre wurde die Bockwindmühle gewerblich betrieben, danach nutzte der Eigentümer Heinrich Minning sie noch zum Schroten für seinen eigenen Bedarf. Seine Erben restaurierten die Windmühle ab 1991. Sie bauten ein Paar Segelflügel von der Windmühle in Wichtringhausen ein. 1993 wurde das Gegenflügelpaar mit Jalousien erneuert. 2010 wurde ein Jalousieflügel durch den Orkan Xynthia zerstört und in Folge durch die Eigentümer repariert.
In den Morgenstunden des 19. Mai 2012 wurde die Mühle durch ein Feuer vollständig zerstört. Im Zuge der Brandursachenermittlung wird von Brandstiftung ausgegangen. Die Eigentümer gaben einen Wert von 1,5 Millionen Euro für die Bockwindmühle an. Da die Mühle nicht versichert war, scheint ein Wiederaufbau unwahrscheinlich.

## Besichtigungsmöglichkeiten und Veranstaltungen
Die Mühle konnte nach Absprache besichtigt werden. Sie nahm seit den 1990er Jahren am Deutschen Mühlentag teil. Die Kirchengemeinde Liebenburg feierte zu diesem Anlass an der Windmühle jedes Jahr witterungsabhängig einen ökumenischen Gottesdienst. Die Mühle lag an der Niedersächsischen Mühlenstraße.